# بنجامین کیندسواتر
بنجامین کیندسواتر (انگلیسی: Benjamin Kindsvater؛ زادهٔ ۸ فوریهٔ ۱۹۹۳) بازیکن فوتبال اهل آلمان است.